# Kaira sabino
Kaira sabino là một loài nhện trong họ Araneidae.
Loài này thuộc chi Kaira. Kaira sabino được Herbert Walter Levi miêu tả năm 1977.